# QED (editor di testo)
QED è un editor di testo orientato alla linea.
Scritto originariamente da Butler Lampson e L. Peter Deutsch per il sistema SDS 940, probabilmente nel 1966.  Ken Thompson successivamente ne scrisse una versione per il CTSS; questa versione si distinse per l'introduzione delle espressioni regolari.  QED ha molto influenzato ed, il classico editor di testo per sistemi Unix e il meno noto sam di Rob Pike.  Una versione canadese di QED, chiamata FRED (Friendly Editor, cioè editor amichevole) fu scritta alla Università di Waterloo per il sistema GCOS da Peter Fraser .